# Museum of Liverpool

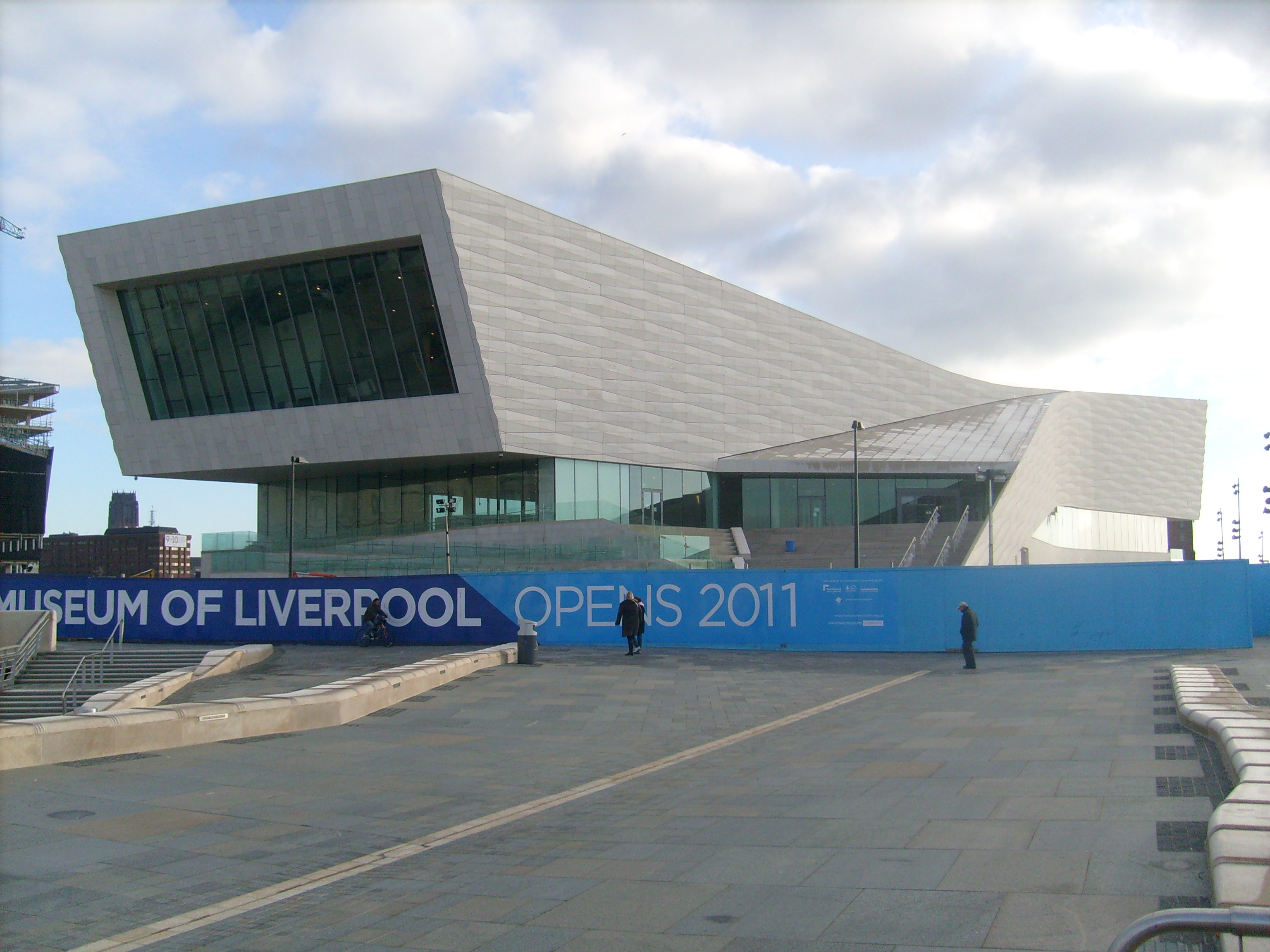

Het Museum of Liverpool is een museum in het Engelse Liverpool. Het museum werd geopend in 2011 als vervanging van het voormalige Museum of Liverpool Life. In het museum worden de geschiedenis en het belang van de stad Liverpool uit de doeken gedaan. Het museum werd ontworpen door 3XN. In 2021 werd er een top van de G7 gehouden.